# Stor-Stensjön, Västerbotten
Stor-Stensjön är en sjö i Vindelns kommun i Västerbotten och ingår i Umeälvens huvudavrinningsområde. Sjön har en area på 0,932 kvadratkilometer och ligger 245 meter över havet.

## Delavrinningsområde
Stor-Stensjön ingår i det delavrinningsområde (715410-168598) som SMHI kallar för Mynnar i Djursjön. Medelhöjden är 269 meter över havet och ytan är 18,41 kvadratkilometer. Det finns inga avrinningsområden uppströms utan avrinningsområdet är högsta punkten. Vattendraget som avvattnar avrinningsområdet har biflödesordning 4, vilket innebär att vattnet flödar genom totalt 4 vattendrag innan det når havet efter 122 kilometer. Avrinningsområdet består mestadels av skog (73 procent) och sankmarker (11 procent). Avrinningsområdet har 1,37 kvadratkilometer vattenytor vilket ger det en sjöprocent på 7,4 procent.